# A10 (België)
De A10 is een van de belangrijkste autosnelwegen in België. 
Op 6 april 1937 werd te Beernem begonnen met de aanleg van deze snelweg, toen bekend als de "snelweg Brussel-Oostende". Bij het uitbreken van de Tweede Wereldoorlog was het traject Jabbeke (N367) - Aalter al klaar. Pas in 1956 was de hele snelwegroute klaar, maar er moesten nog talrijke aansluitingen en kruisingen worden voltooid. De autosnelweg begint vanaf de kustplaats Oostende, passeert langs Brugge, Gent en Aalst, en eindigt in Brussel. De snelweg loopt over bijna het volledige traject gelijk met de E40, onder welke naam hij meestal ook vermeld wordt. Enkel tussen het knooppunt Jabbeke en de kust loopt het traject niet gelijk met deze E40. De nummering van de afritten sluit aan bij die van de A18: op de A18 heeft de laatste afrit voor de splitsing in Jabbeke ook nr. 5 (Gistel).

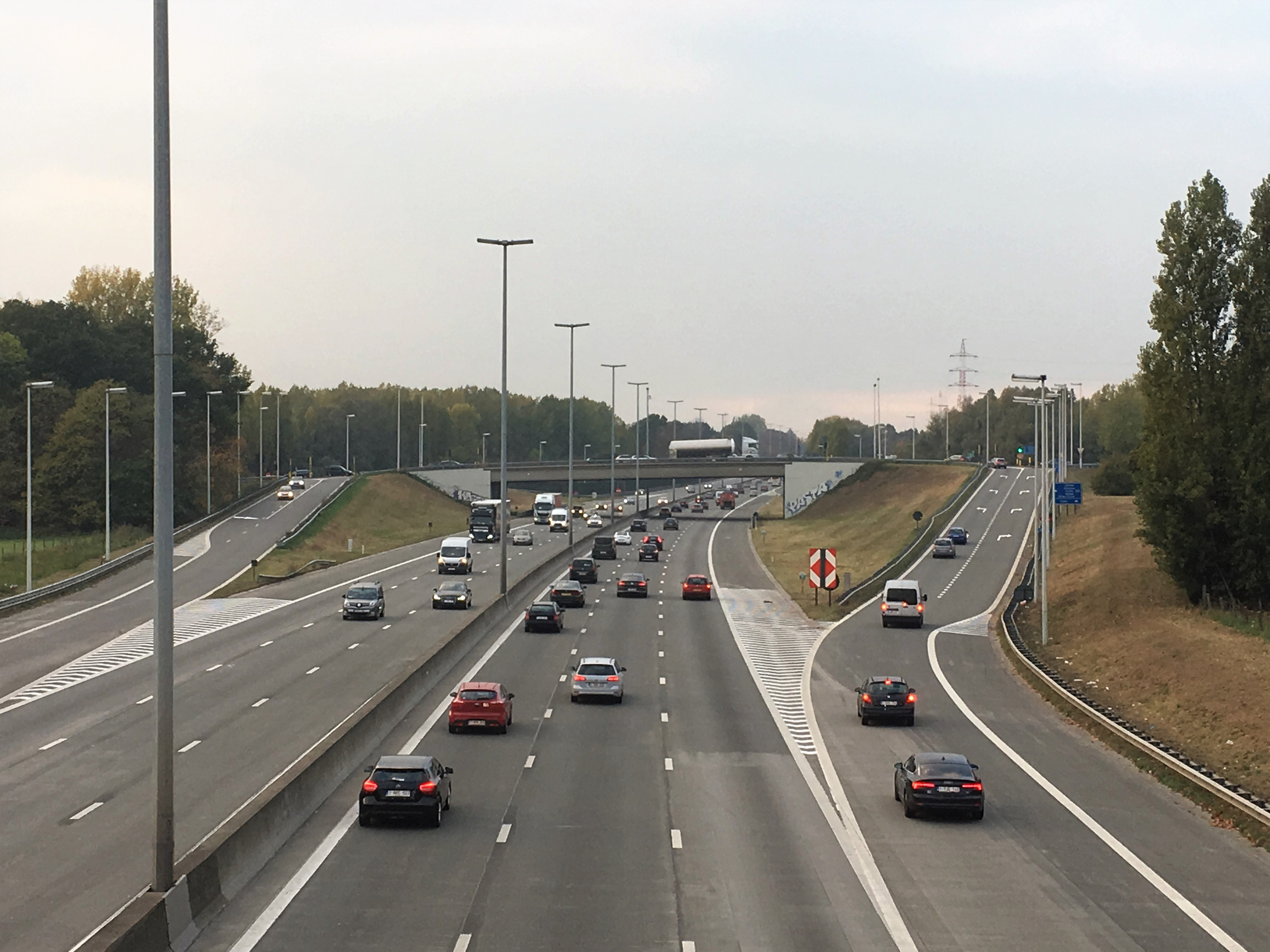
Op- en afrittencomplex A10/E40 in Affligem

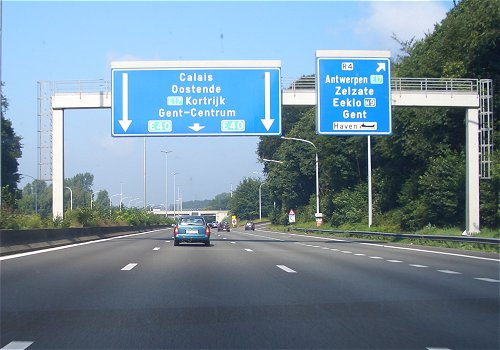
A10/E40 bij afrit R4 Gent

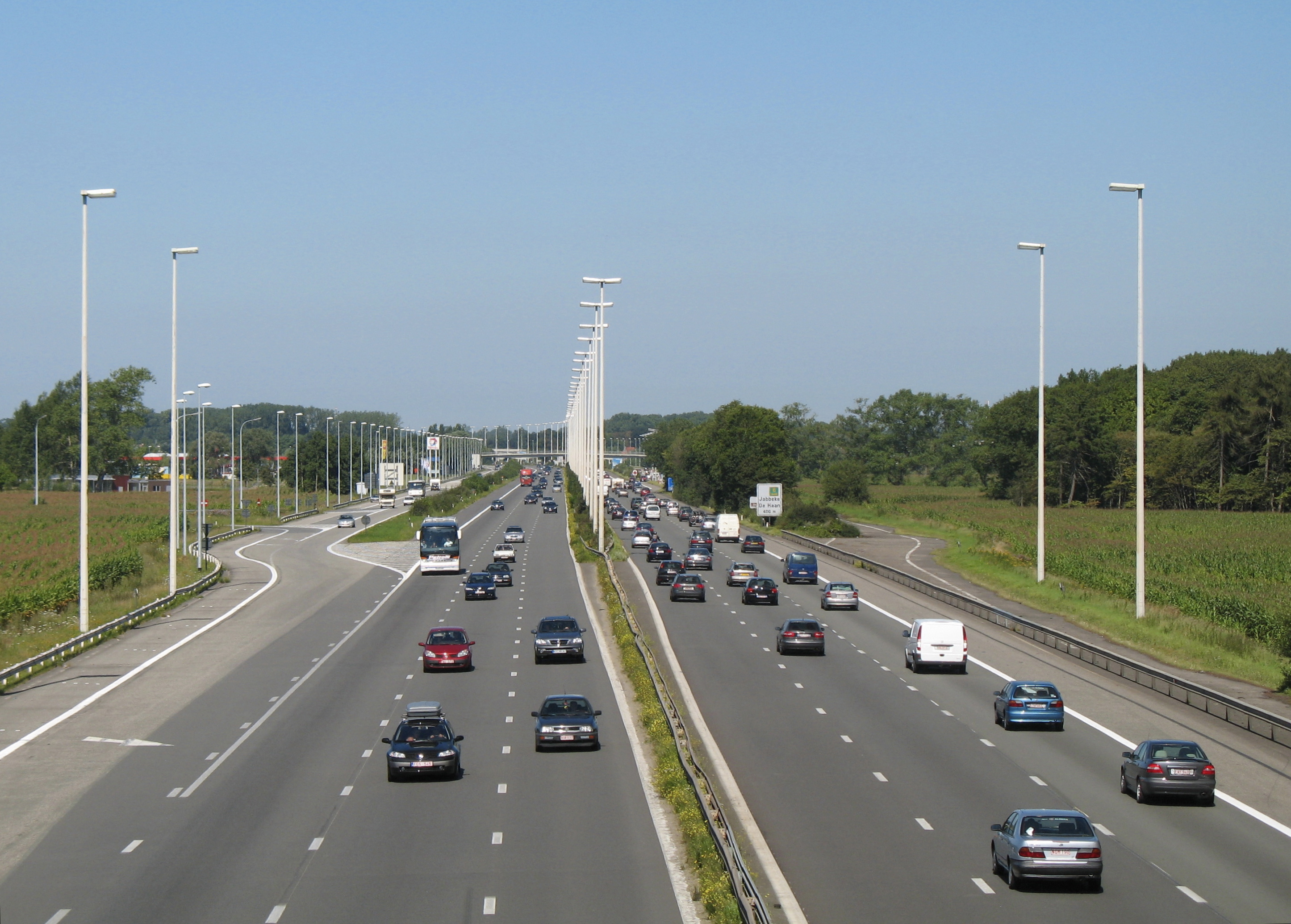
A10/E40 in Jabbeke

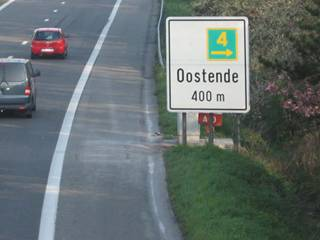
A10 in Oostende

De snelweg is in feite de belangrijkste, maar ook de enige snelwegverbinding tussen de kust en het binnenland, en trekt dan ook het meeste verkeer aan. Een tweede grote verbinding is de A11/E34 snelweg en expresweg tussen Antwerpen en Knokke ten noorden van de A10/E40. Deze weg is echter nog geen volledige snelweg. Een derde verbinding zijn de snelwegen van Brussel (A8) en Wallonië (E42) naar Doornik en Kortrijk, deze verkeersader heeft echter geen vlotte doorverbinding naar de kust, omdat de A19 van Kortrijk naar Ieper wegens tegenstand nooit doorgetrokken is naar Veurne. In de jaren 70 waren er nog plannen voor een andere verbinding, uit het binnenland via Deinze, Roeselare naar Veurne, maar deze zijn nooit concreet geworden.
Het gevolg is dat deze autosnelweg dagelijks veel wordt gebruikt voor woon-werkverkeer door Vlaanderen, 's ochtends vooral naar het binnenland toe, tijdens de avondspits in de omgekeerde richting. Ook tijdens de zomermaanden en mooie weekends zit de snelweg vaak overvol, voor het weekend trekken veel toeristen richting Belgische kust, op zondagavonden of het einde van een verlengd weekend landinwaarts. Dit heeft als gevolg dat er in die gevallen regelmatig files optreden, zeker wanneer de uittocht naar de kust de vrijdagavond samenvalt met de spits na de werkuren.